# Tielen (Kasterlee)
Tielen – dzielnica (deelgemeente) gminy Kasterlee w Belgii, w Regionie Flamandzkim, w prowincji Antwerpia, w okręgu Turnhout. 1 stycznia 2020 roku liczyła 3999 mieszkańców. Do 31 grudnia 1976 samodzielna gmina.

## Zabytki i atrakcje
- zamek Tielen z XIV wieku, przebudowany w XVI wieku[2]
- młyn wodny z 1526 roku[3]
- neogotycki kościół św. Małgorzaty Antiocheńskiej (Sint-Margarita)

## Transport
W Tielen znajduje się stacja kolejowa Tielen, łącząca miejscowość z Turnhout, Brukselą i Antwerpią.